# 45e cérémonie des César
La 45e cérémonie des César du cinéma, organisée en 2020 par l'Académie des arts et techniques du cinéma et dont les nominations ont été annoncées le 29 janvier de la même année, s'est déroulée à la salle Pleyel à Paris le 28 février 2020 et a récompensé les films français sortis en 2019.
Présidée par Sandrine Kiberlain et présentée par Florence Foresti, la cérémonie s'est déroulée sous tension à la suite des 12 nominations octroyées au film J'accuse de Roman Polanski — le cinéaste étant accusé par la justice américaine de rapports sexuels illégaux avec une mineure — et à la démission collective du conseil d'administration de l’Académie des César le 13 février 2020 en raison de dysfonctionnements divers,. L'attribution du César de la meilleure réalisation à Roman Polanski pousse d'ailleurs l'actrice Adèle Haenel, suivie d'autres professionnels, à quitter la salle en guise de désapprobation. De même, Florence Foresti ne reparaît plus sur scène pour octroyer le César du meilleur film à Les Misérables de Ladj Ly ni participer à la photo finale.
L'édition de 2020 a également vu les modalités de son César du public se modifier et le César d'honneur, initialement dévolu à Brad Pitt, n'est finalement pas décerné, l'acteur s'étant rétracté en dernière minute pour une raison inconnue.

## Présentatrice et intervenants
Par ordre d'apparition :
- Florence Foresti, maîtresse de cérémonie
- Sandrine Kiberlain, présidente de la cérémonie
- Karidja Touré et Déborah François, pour la remise du César du Meilleur espoir masculin
- Antoine Reinartz, pour la remise du César du meilleur décor et du César des meilleurs costumes
- Aïssa Maïga, pour la remise du César du Meilleur espoir féminin
- Benjamin Lavernhe, pour la remise du César du meilleur court-métrage d'animation et du César du meilleur long-métrage d'animation
- Florence Foresti, pour la remise du César du meilleur premier film
- Sketch avec Isabelle Adjani
- Antoine de Caunes, pour la remise du César du meilleur documentaire
- Eye Haïdara et Maurice Barthélémy, pour la remise du César du meilleur court-métrage
- Josiane Balasko, pour la remise du César du public
- Laura Felpin, pour la remise du César du meilleur son
- Jean-Pierre Darroussin, pour la remise du César de la meilleure adaptation et du César du meilleur scénario original
- Sketch avec Jonathan Cohen
- Melha Bedia et Arnaud Valois, pour la remise du César du meilleur montage et du César de la meilleure photographie
- Alban Ivanov, pour la remise du César du meilleur film étranger
- David Boring, alias Esteban, pour la remise du César de la meilleure musique originale
- Vincent Dedienne et Emmanuelle Devos, pour la remise du César de la meilleure actrice dans un second rôle
- Chiara Mastroianni, pour la remise du César du meilleur acteur dans un second rôle
- Marisa Berenson, pour la remise du César du meilleur acteur
- Mathieu Kassovitz, pour la remise du César de la meilleure actrice
- Emmanuelle Bercot et Claire Denis, pour la remise du César de la meilleure réalisation
- Sandrine Kiberlain, pour la remise du César du meilleur film

## Palmarès
Les nominations sont annoncées le 29 janvier 2020 au cours d'une conférence de presse.

### Meilleur film
- Les Misérables de Ladj Ly, produit par Toufik Ayadi et Christophe Barral
  - La Belle Époque de Nicolas Bedos, produit par François Kraus et Denis Pineau-Valencienne
  - Grâce à Dieu de François Ozon, produit par Éric et Nicolas Altmayer
  - Hors normes d'Éric Toledano et Olivier Nakache, produit par Nicolas Duval Adassovsky
  - J'accuse de Roman Polanski, produit par Alain Goldman
  - Portrait de la jeune fille en feu de Céline Sciamma, produit par Bénédicte Couvreur
  - Roubaix, une lumière d'Arnaud Desplechin, produit par Pascal Caucheteux et Grégoire Sorlat

### Meilleure réalisation
- Roman Polanski pour J'accuse
  - Nicolas Bedos pour La Belle Époque
  - François Ozon pour Grâce à Dieu
  - Éric Toledano et Olivier Nakache pour Hors normes
  - Ladj Ly pour Les Misérables
  - Céline Sciamma pour Portrait de la jeune fille en feu
  - Arnaud Desplechin pour Roubaix, une lumière

### Meilleure actrice
- Anaïs Demoustier pour le rôle d'Alice Heimann dans Alice et le Maire
  - Eva Green pour le rôle de Sarah dans Proxima
  - Adele Haenel pour le rôle de Héloïse dans Portrait de la jeune fille en feu
  - Noémie Merlant pour le rôle de Marianne dans Portrait de la jeune fille en feu
  - Doria Tillier pour le rôle de Margot dans La Belle Époque
  - Karin Viard pour le rôle de Louise dans Chanson douce
  - Chiara Mastroianni pour le rôle de Maria dans Chambre 212

### Meilleur acteur
- Roschdy Zem pour le rôle de Yacoub Daoud dans Roubaix, une lumière
  - Daniel Auteuil pour le rôle de Victor dans La Belle Époque
  - Damien Bonnard pour le rôle de Stéphane dans Les Misérables
  - Vincent Cassel pour le rôle de Bruno Haroche dans Hors normes
  - Jean Dujardin pour le rôle de Marie-Georges Picquart dans J'accuse
  - Reda Kateb pour le rôle de Malik dans Hors normes
  - Melvil Poupaud pour le rôle de Alexandre Guérin dans Grâce à Dieu

### Meilleure actrice dans un second rôle
- Fanny Ardant pour le rôle de Marianne dans La Belle Époque
  - Josiane Balasko pour le rôle d'Irène dans Grâce à Dieu
  - Laure Calamy pour le rôle d'Alice Farange dans Seules les bêtes
  - Sara Forestier pour le rôle de Marie Carpentier dans Roubaix, une lumière
  - Hélène Vincent pour le rôle de Hélène dans Hors normes

### Meilleur acteur dans un second rôle
- Swann Arlaud pour le rôle d'Emmanuel Thomassin dans Grâce à Dieu
  - Grégory Gadebois pour le rôle de Hubert Henry dans J'accuse
  - Louis Garrel pour le rôle d'Alfred Dreyfus dans J'accuse
  - Benjamin Lavernhe pour le rôle de Félix dans Mon inconnue
  - Denis Ménochet pour le rôle de François Debord dans Grâce à Dieu

### Meilleur espoir masculin
- Alexis Manenti pour le rôle de Chris dans Les Misérables
  - Anthony Bajon pour le rôle de Thomas Jarjeau dans Au nom de la terre
  - Benjamin Lesieur pour le rôle de Joseph dans Hors normes
  - Liam Pierron pour le rôle de Yanis Bensaadi dans La Vie scolaire
  - Djebril Zonga pour le rôle de Gwada dans Les Misérables

### Meilleur espoir féminin
- Lyna Khoudri pour le rôle de Nedjma 'Papicha' dans Papicha
  - Luàna Bajrami pour le rôle de Sophie dans Portrait de la jeune fille en feu
  - Céleste Brunnquell pour le rôle de Camille Lourmel dans Les Éblouis
  - Nina Meurisse pour le rôle de Camille Lepage dans Camille
  - Mame Bineta Sané pour le rôle d'Ada dans Atlantique

### Meilleur scénario original
- Nicolas Bedos pour La Belle Époque
  - François Ozon pour Grâce à Dieu
  - Éric Toledano et Olivier Nakache pour Hors normes
  - Ladj Ly, Giordano Gederlini et Alexis Manenti pour Les Misérables
  - Céline Sciamma pour Portrait de la jeune fille en feu

### Meilleure adaptation
- Roman Polanski et Robert Harris pour J'accuse, d'après le roman D. de Robert Harris
  - Costa-Gavras pour Adults in the Room, d'après le livre Adults in the Room. My Battle with Europe's Deep Establishment de Yánis Varoufákis
  - Jérémy Clapin et Guillaume Laurant pour J'ai perdu mon corps, d'après le roman Happy Hand de Guillaume Laurant
  - Arnaud Desplechin et Léa Mysius pour Roubaix, une lumière, d'après le documentaire Roubaix, commissariat central de Mosco Boucault
  - Dominik Moll et Gilles Marchand pour Seules les bêtes, d'après le roman Seules les bêtes de Colin Niel

### Meilleurs costumes
- Pascaline Chavanne pour J'accuse
  - Emmanuelle Youchnovski pour La Belle Époque
  - Thierry Delettre pour Edmond
  - Alexandra Charles pour Jeanne
  - Dorothée Guiraud pour Portrait de la jeune fille en feu

Chambre 212, Curiosa, Dernier Amour, Le Dindon, L'Incroyable Histoire du facteur Cheval et Liberté avaient également reçu le label technique de l'Académie.

### Meilleure photographie
- Claire Mathon pour Portrait de la jeune fille en feu
  - Nicolas Bolduc pour La Belle Époque
  - Pawel Edelman pour J'accuse
  - Julien Poupard pour Les Misérables
  - Irina Lubtchansky pour Roubaix, une lumière

Alice et le Maire, Atlantique, Celle que vous croyez, Le Chant du loup, Hors normes, Zombi Child avaient également reçu le label technique de l'Académie.

### Meilleurs décors
- Stéphane Rozenbaum pour La Belle Époque
  - Benoît Barouh pour Le Chant du loup
  - Franck Schwarz pour Edmond
  - Jean Rabasse pour J'accuse
  - Thomas Grézaud pour Portrait de la jeune fille en feu

Chambre 212, La Fameuse Invasion des ours en Sicile, L'Incroyable Histoire du facteur Cheval, Proxima et La Vérité avaient également reçu le label technique de l'Académie.

### Meilleur montage
- Flora Volpelière pour Les Misérables
  - Laure Gardette pour Grâce à Dieu
  - Hervé de Luze pour J'accuse
  - Anny Danché et Florent Vassault pour La Belle Époque
  - Dorian Rigal-Ansou pour Hors normes

Adults in the Room, Chambre 212, Le Chant du loup, Portrait de la jeune fille en feu et Roubaix, une lumière avaient également reçu le label technique de l'Académie.

### Meilleur son
- Nicolas Cantin, Thomas Desjonquères, Raphaëll Mouterde, Olivier Goinard, Randy Thom pour Le Chant du loup
  - Rémi Daru, Séverin Favriau, Jean-Paul Hurier pour La Belle Époque
  - Lucien Balibar, Aymeric Devoldère, Cyril Holtz, Niels Barletta pour J'accuse
  - Arnaud Lavaleix, Jérôme Gonthier, Marco Casanova pour Les Misérables
  - Julien Sicart, Valérie de Loof, Daniel Sobrino pour Portrait de la jeune fille en feu

Adults in the Room,  Chambre 212, Les Hirondelles de Kaboul, J'ai perdu mon corps, Proxima et Roubaix, une lumière avaient également reçu le label technique de l'Académie.

### Meilleure musique originale
- Dan Levy pour J'ai perdu mon corps
  - Fatima Al Qadiri pour Atlantique
  - Alexandre Desplat pour J'accuse
  - Marco Casanova et Kim Chapiron pour Les Misérables
  - Grégoire Hetzel pour Roubaix, une lumière

### Meilleur premier film
- Papicha de Mounia Meddour
  - Atlantique de Mati Diop
  - Au nom de la terre de Édouard Bergeon
  - Le Chant du loup de Antonin Baudry
  - Les Misérables de Ladj Ly

### Meilleur film d'animation
- J'ai perdu mon corps de Jérémy Clapin
  - La Fameuse Invasion des ours en Sicile de Lorenzo Mattotti
  - Les Hirondelles de Kaboul de Zabou Breitman et Éléa Gobbé-Mévellec

### Meilleur film documentaire
- M de Yolande Zauberman
  - 68, mon père et les clous de Samuel Bigiaoui
  - La Cordillère des songes de Patricio Guzmán
  - Lourdes de Thierry Demaizière et Alban Teurlai
  - Wonder Boy, Olivier Rousteing, né sous X de Anissa Bonnefont

### Meilleur film étranger
- Parasite de Bong Joon-ho •  Corée du Sud
  - Douleur et Gloire de Pedro Almodóvar •  Espagne
  - Le Jeune Ahmed de Jean-Pierre et Luc Dardenne •  Belgique
  - Joker de Todd Phillips •  États-Unis
  - Lola vers la mer de Laurent Micheli •  Belgique •  France
  - Once Upon a Time… in Hollywood de Quentin Tarantino •  États-Unis •  Royaume-Uni
  - Le Traître de Marco Bellocchio •  Italie •  France •  Allemagne •  Brésil

### Meilleur court métrage
- Pile poil de Lauriane Escaffre et Yvonnick Muller
  - Beautiful Loser de Maxime Roy
  - Le Chant d'Ahmed de Foued Mansour
  - Chien bleu de Fanny Liatard et Jeremy Trouilh
  - Nefta Football Club de Yves Piat

### Meilleur court métrage d'animation
- La Nuit des sacs plastiques de Gabriel Harel
  - Ce magnifique gâteau ! de Marc James Roels et Emma de Swaef
  - Je sors acheter des cigarettes d'Osman Cerfon
  - Make It Soul de Jean-Charles Mbotti Malolo

### Récompenses spéciales

#### César d'honneur
- Non décerné

Initialement Brad Pitt avait accepté de recevoir cette distinction de la part de l’Académie des César, avant de se rétracter. C'est la première fois que ce César n’est pas attribué.

#### César du public
- Les Misérables de Ladj Ly
  - Qu'est-ce qu'on a encore fait au Bon Dieu ? de Philippe de Chauveron
  - Nous finirons ensemble de Guillaume Canet
  - Hors normes d'Éric Toledano et Olivier Nakache
  - Au nom de la terre d'Édouard Bergeon

#### César des lycéens
À la suite du vote effectué par l’ensemble des classes de terminales participantes entre le 2 et le 28 février 2020 parmi les 7 films nommés pour le César du meilleur film, le César des lycéens 2020 est attribué le 4 mars au film Hors Normes sous contrôle d’huissier et sous la supervision de Jean-Michel Blanquer, Ministre de l’Éducation nationale et de la Jeunesse, et de la présidente par intérim de l’Académie des César, Margaret Menegoz,.
Le 11 mars, la cérémonie de remise du prix a lieu à la Sorbonne en présence de 600 lycéens ayant participé au vote et est suivie d’une classe de maître effectuée par les lauréats, Éric Toledano et Olivier Nakache.

## Récapitulatif
- Atlantique : 3 nominations
- Au nom de la terre : 3 nominations
- La Belle Époque : 11 nominations pour 3 César
- Le Chant du loup : 3 nominations pour 2 César
- Edmond : 2 nominations
- Grâce à Dieu : 8 nominations pour un César
- Hors normes : 9 nominations pour un César
- J'accuse : 12 nominations pour 3 César
- J'ai perdu mon corps : 3 nominations pour 2 César
- Les Misérables : 11 nominations pour 4 César
- Papicha : 2 nominations pour 2 César
- Portrait de la jeune fille en feu : 10 nominations pour un César
- Roubaix, une lumière : 7 nominations pour un César
- Seules les bêtes : 2 nominations

## Nouveautés
Deux nouveautés principales concernent les modalités des prix accordés au cours de cette édition des César : 
- le César du public qui, contrairement aux éditions précédentes où il était automatiquement décerné au film français ayant fait le plus d'entrées en salle durant l'année précédant la cérémonie[11], est cette fois déterminé par un vote de l'Académie qui désigne le lauréat parmi les cinq films français en tête au box-office 2019[12]« afin de représenter à la fois le choix du public, et le vote des professionnels du cinéma » (Alain Terzian)[13],[14].

- Pour les cinq catégories techniques (son, costumes, montage, décors, photographie), des listes indicatives, sans obligation de vote, déterminées par le collège technique de l'Académie sont dévoilées afin de faciliter le choix des nommés[6].

## Faits marquants
Pour un article plus général, voir Violences sexuelles et sexistes dans le cinéma français.
À la suite de la démission collective du conseil d'administration de l’Académie des César le 13 février 2020, la productrice Margaret Menegoz est nommée présidente intérimaire de l’Association le 26 février en remplacement d'Alain Terzian, président depuis 2003.
La veille de la cérémonie, tandis que des féministes promettent de manifester contre les 12 nominations de son film J'accuse, le cinéaste Roman Polanski, toujours poursuivi par la justice américaine et visé par de nouvelles accusations de viol, annonce qu'il n'assistera pas à la cérémonie : « comment le pourrais-je ? […] Des activistes me menacent déjà d’un lynchage public. Certains annoncent des démonstrations devant la salle Pleyel. D’autres comptent en faire une tribune de combat contre une gouvernance décriée. Cela promet de ressembler davantage à un symposium qu'à une fête du cinéma censée récompenser ses plus grands talents. » Décidé à « protéger sa famille, sa femme et ses enfants, à qui on fait subir injures et affronts », il nie ces nouvelles accusations, et affirme que c’est « avec regret qu'(il) prend cette décision, celle de ne pas affronter un tribunal d'opinion autoproclamé prêt à fouler aux pieds les principes de l'État de droit pour que l’irrationnel triomphe à nouveau sans partage ».
Le lendemain, jour de la cérémonie, à la suite de ce qu'elle estime être « une escalade de propos et comportements déplacés et violents », l'équipe du film annonce qu'elle sera également absente. Le ministre de la culture Franck Riester indique publiquement que le César du meilleur réalisateur à Polanski serait « un message négatif », mais ne s'oppose pas au César du meilleur film,.
Le soir même, le César de la meilleure réalisation étant attribué à Polanski, Adèle Haenel, suivie de Céline Sciamma et d’autres professionnels, quitte la salle en criant « C'est la honte ! La honte ! ». Quant à Florence Foresti, la maîtresse de cérémonie, elle ne reviendra pas sur scène pour la remise du César du meilleur film ni pour la photo finale. Elle postera quelques minutes plus tard sur son compte Instagram le message « Écœurée ». Durant la cérémonie, Florence Foresti ironisa plusieurs fois avec des sous-entendus sur le cinéaste et ses controverses et Jean-Pierre Darroussin écorche le nom du réalisateur. Virginie Despentes signe le 1er mars une tribune de soutien à Adèle Haenel dans Libération,. Au contraire, les cinéastes Claire Denis et Emmanuelle Bercot, chargées d'annoncer le prix, ont trouvé celui-ci tout à fait légitime. Lambert Wilson prit également la défense de Roman Polanski mais fut vite critiqué, plus exactement pour avoir condamné les discours de Florence Foresti et le départ d'Adèle Haenel.
Face à une scène vide, Sandrine Kiberlain reprendra le micro « en appelant à l'amour des films » sur la musique écrite par Georges Delerue pour La Nuit américaine de François Truffaut.
Par ailleurs, le réalisateur Jean-Claude Brisseau mort en 2019, n'apparait pas au traditionnel hommage aux disparus du fait de ses condamnations pour harcèlement et agressions sexuelles en 2005 et 2006.

## Audiences
La cérémonie, diffusée en clair sur Canal+, a fait un score de 2 160 000 téléspectateurs avec 12,4 % de part de marché, se plaçant 4e de la soirée derrière TF1 (4 545 000 / 22,7 %), M6 (2 849 000 / 13,2 %) et France 2 (2 476 000 / 11,3 %).
La cérémonie des César signe ainsi son plus gros score depuis celle de 2016 qui avait compté 2 500 000 téléspectateurs et dont Florence Foresti était également la maîtresse de cérémonie.